# Гамбаси Терме
Гамба̀си Тѐрме (на италиански: Gambassi Terme) е малко градче и община в централна Италия, провинция Флоренция, регион Тоскана. Разположено е на 332 m надморска височина. Населението на общината е 4930 души (към 2010 г.).